# Heptad repeat

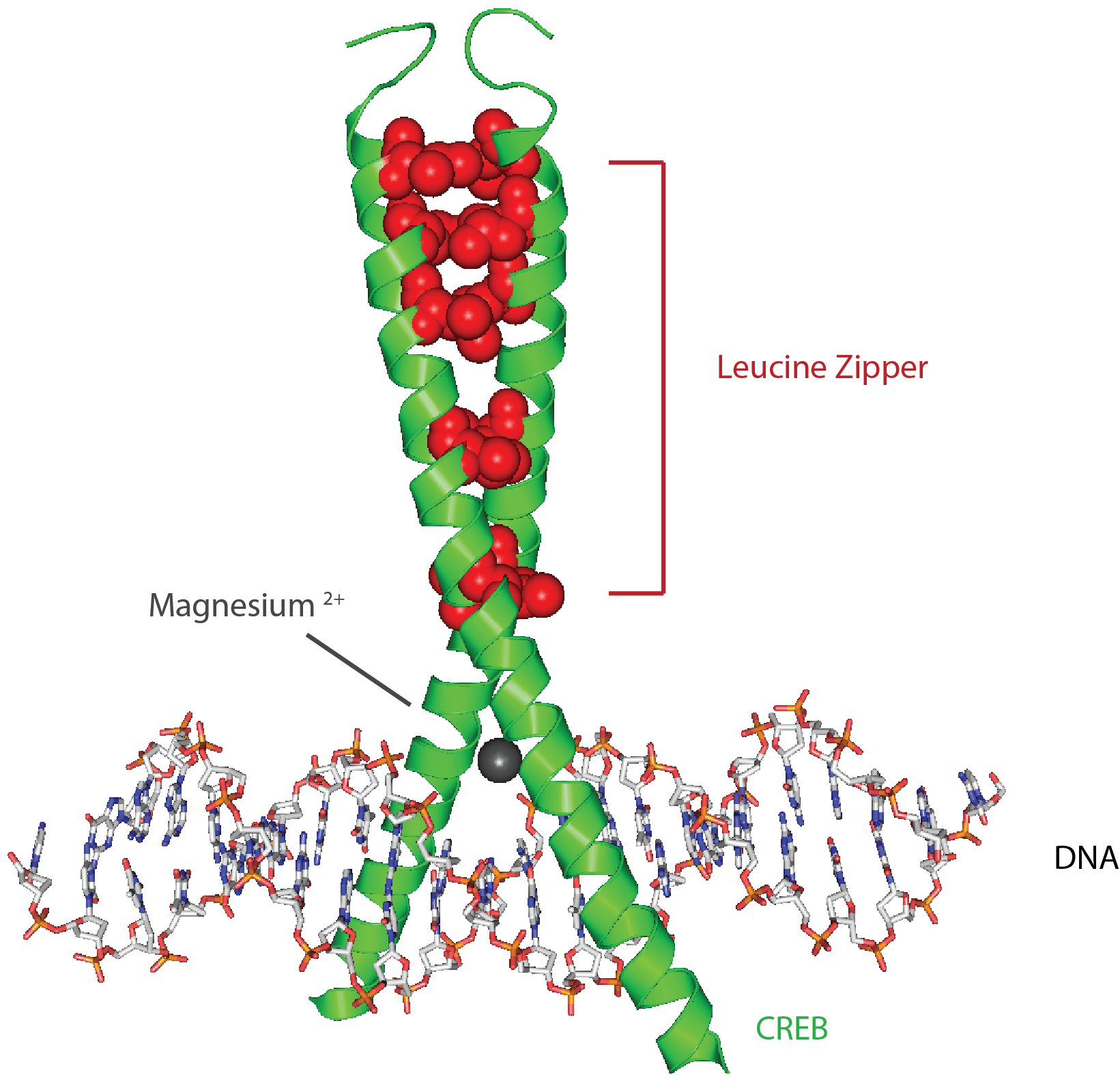
De algemene structuur van de CREB-transcriptiefactor. Het gebied in rood is het dimerisatiedomein dat het leucineritsmotief wordt genoemd. Het magnesiumion is grijs en het DNA heeft meer verschillende kleuren

De heptad repeat is een voorbeeld van een structuurmotief dat bestaat uit een zich herhalend patroon van zeven aminozuren:
```
  
a b c d e f g

  
H
 P P 
H
 C P C
```

waarbij H hydrofobe aminozuurresiduen vertegenwoordigt, vertegenwoordigt C doorgaans geladen residuen en P polaire (en daarom hydrofiele) residuen. De posities van de zeventalherhalingen worden gewoonlijk aangegeven met de kleine letters a tot en met g en bij verder voortzetting , a' tot en met g', a'' tot en met g''  enz..

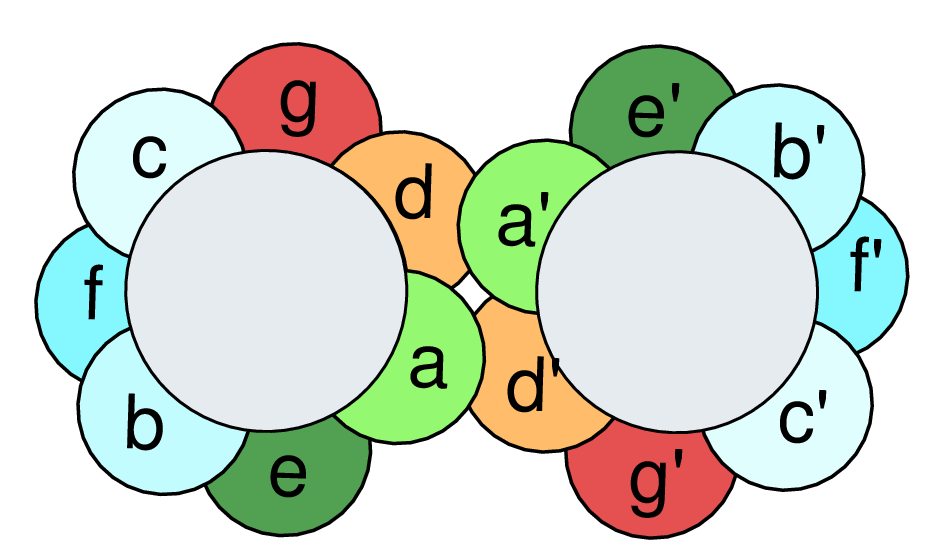
Coiled-coil motief. Helicaal wiel-diagram van een leucineritsmotief, waar d staat voor leucine, omgeven door aminozuren aan twee parallelle alfa helices met de wisselwerking van de aminozuurresiduen a en d' (a' en d).

Deze motieven vormen de basis voor de meeste coiled-coil structuren, waarbij de α-helices linkshandig rond elkaar gedraaid zijn en in het bijzonder, het bZIP-domein (leucineritsmotief), dat overwegend leucine in de d-positie van de heptad repeat heeft.
Een conformationele verandering in een heptad repeat van het SARS-CoV-2 spike-eiwit vergemakkelijkt de toegang van het virus tot het gastheercelmembraan.